# 西汉帝陵

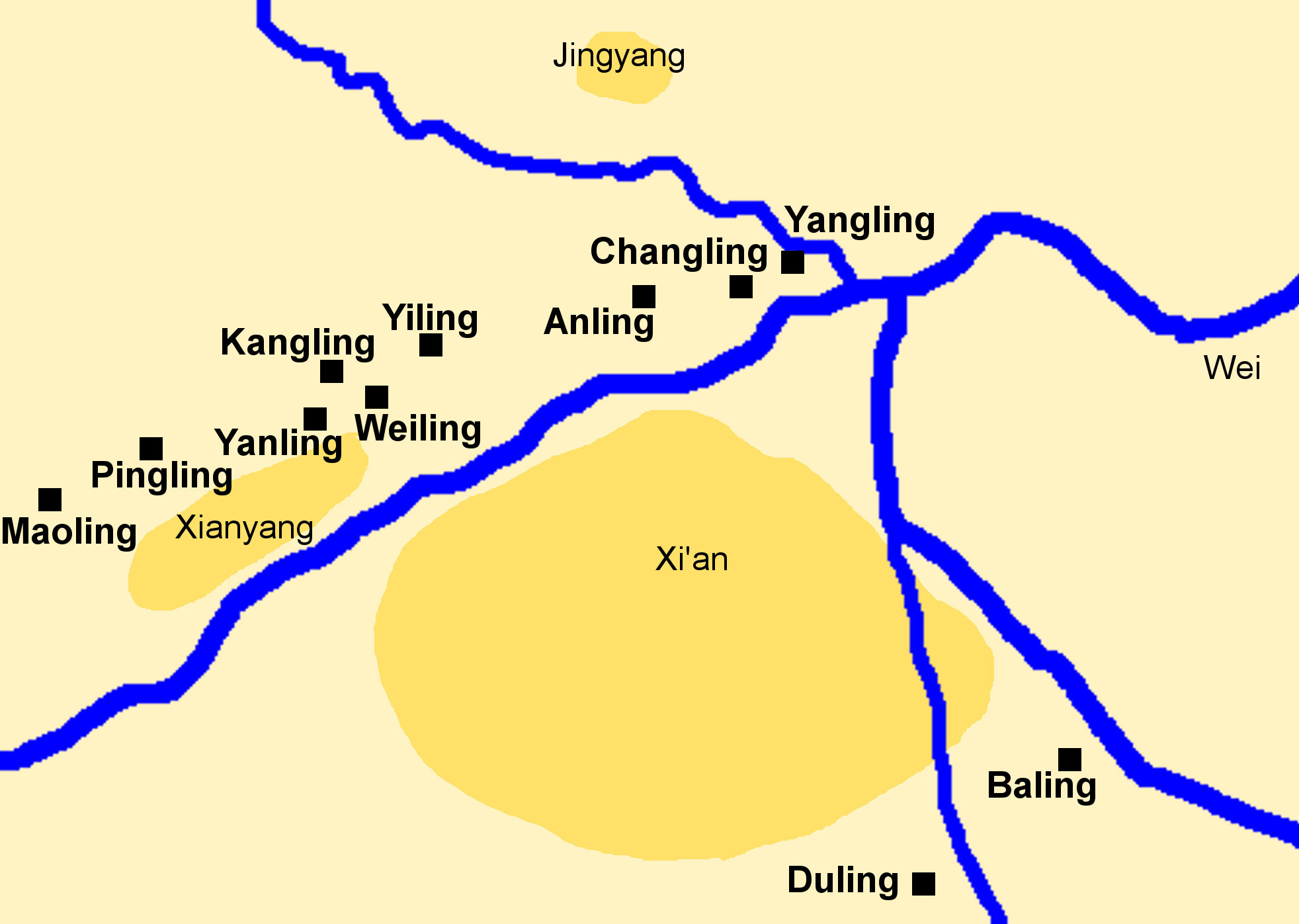
西汉帝陵

西汉帝陵中国西汉皇帝的十一座陵墓：
- 长陵
- 安陵
- 霸陵
- 阳陵
- 茂陵
- 平陵
- 杜陵
- 渭陵
- 延陵
- 义陵
- 康陵

## 外部連結
- 《探索发现》帝陵 （页面存档备份，存于）